# Ambone del Vangelo
L'ambone del Vangelo è un ambone custodito all'interno del duomo di Ravello, realizzato da Nicola di Bartolomeo da Foggia.

## Storia e descrizione
L'opera venne realizzata nel 1272 per volere di Nicola Rufolo da Nicola di Bartolomeo da Foggia, così come riportato nell'epigrafe sulla scala d'accesso:
L'ambone è posto sulla metà del lato destro della navata centrale. Sulla sinistra è una sorta di cassa che custodisce la scala d'accesso: ad essa si accede tramite una porta con arco trilobato, nei cui pennacchi sono scolpiti le figure di Nicola Rufolo e della moglie Sigilgaida; in origine, sulla sommità della porta, era posto il busto di Sigilgaida Rufolo nelle sembianze di una basilissa bizantina, poi spostato nel Museo del Duomo. La tribuna invece è sorretta da sei colonne tortoli con capitelli scolpiti con raffigurazioni animali e vegetali; le colonne poggiano su tre leoni e tre leonesse. Il lettorino, costituito da un'aquila in marmo che reca tra gli artigli un cartiglio che riporta la scritta "In principio erat Verbum", è sostenuto da una colonna tortile al centro della tribuna. La decorazione che si ritrova lungo tutto l'ambone che affaccia sulla navata è principalmente a mosaico in porfido e serpentino, importate nel XIII dalla Siria: in particolare, nella sezione nei pressi della scala, oltre a due epigrafi, le decorazioni raffigurano animali, draghi e uccelli, su fondo dorato, racchiusi in cornici rettangolari, mentre la sezione della tribuna presenta lo stesso tema decorativo ma in cornici rotonde, separate da fasce decorate con stelle. La sezione invece che guarda verso la controfacciata è caratterizzata al centro dal mosaico della Madonna con il Bambino affiancato dagli stemmi della famiglia Rufolo. Sotto la tribuna, in una nicchia ricavata dalla scala d'accesso, era posto un trittico del XIII secolo raffigurante Santa Maria la Bruna tra san Giovanni Battista e san Nicola da Myra, rubato nel 1974 e sostituito da una copia.